# 5월 29일
5월 29일은 그레고리력으로 149번째(윤년일 경우 150번째) 날에 해당한다.

## 사건
- 1453년 - 콘스탄티노폴리스를 오스만 제국이 함락되면서 동로마 제국이 멸망하다.
- 1613년 - 조선의 한양에서 지진이 발생하다.
- 1724년 - 피에트로 프란체스코 오르시니가 245대 교황에 선출되다.
- 1864년 - 멕시코 제2제국 황제 막시밀리아노 1세가 처음 멕시코 땅을 밟다.
- 1898년 - 대한제국 한성부에서 종현성당의 성당건물을 고딕 복고양식으로 준공하다.
- 1910년 - 대한제국 한성부에서 개신교 장로교 새문안교회의 교회당을 벽돌건물로 준공하다.
- 1952년 - 대한민국의 부통령 김성수가 사임하다.
- 1960년 - 대한민국의 전 대통령 이승만 부부가 미국 하와이로 요양을 떠나고, 언론은 망명했다고 오보를 낸다.
- 1972년 - 남북 관계(7·4 남북 공동 성명): 조선민주주의인민공화국의 박성철이 비밀리에 대한민국 서울에 와서 이후락과 회담하고 박정희 대통령을 접견하다.
- 1985년 - 벨기에 브뤼셀의 보두앵 경기장에서 열린 잉글랜드 리버풀과 이탈리아 유벤투스의 유러피언컵 결승전에서 양팀 서포터의 충돌로 39명이 사망한 헤이젤 참사가 일어나다.
- 1990년 - 보리스 옐친이 러시아 소비에트 연방 사회주의 공화국의 초대 최고의장으로 취임하다.
- 2001년 - 대한민국 서울특별시에서 한강의 올림픽대교 조형물 설치공사 중 육군 CH-47 치누크 헬리콥터가 강에 추락하여 탑승자 3명 전원이 사망하다.
- 2019년 - 헝가리 부다페스트에서 도나우강 머르기트 다리에서 유람선인 허블레아니호가 침몰하였다.
- 2021년
  - 대한민국 울산광역시 울주군 신고리 원전 4호기에서 아침 오전 9시 28분쯤 화재가 발생해 터빈이 정지되는 사고가 발생하였다.
  - 일본 이바라키현 미토시 동쪽 해역서 규모 5.6 지진이 발생하였다.

## 문화
- 1913년 - 이고르 스트라빈스키의 발레곡 《봄의 제전》이 프랑스 파리에서 초연되다.
- 1942년 - 역사상 가장 많이 팔린 싱글인 빙 크로스비 버전의 《White Christmas》 앨범이 발매되다.
- 1953년 - 에드먼드 힐러리 경과 셰르파 텐징 노르가이가 세계 최초로 에베레스트산 정상에 오르다.
- 1969년 - 대한민국, 천주교 안동교구 설립되었다.
- 1972년 - 금속 활자로 인쇄된 책 중에서 가장 오래된 《직지심체요절》이 프랑스 파리에서 발견되다.
- 2013년 - 류현진이 LA 에인절스 상대로 메이저 리그 베이스볼 첫 완봉승을 기록하다.
- 2021년 - KBO 리그 한화 이글스의 김태균 선수가 은퇴하였다.
- 2025년 - 넥슨의 게임 메이플스토리 2 가 서비스를 종료하였다.

## 탄생
- 1439년 - 제215대 로마의 교황 교황 비오 3세. (~1503년)
- 1594년 - 30년 전쟁에서 활약한 가톨릭 진영의 장군 고트프리트 하인리히 추 파펜하임 백작. (~1632년)
- 1630년 - 영국의 왕 찰스 2세. (~1685년)
- 1773년 - 웨일스 공 프레더릭의 셋째아들 글로스터와 에든버러의 공작 윌리엄 헨리의 딸 글로스터 공녀 소피아. (~1844년)
- 1868년 - 오스만 제국의 마지막 황제 압뒬메지드 2세. (~1944년)
- 1894년 - 일제강점기의 독립운동가 호취훈. (~1947년)
- 1897년 - 미국의 작곡가 에리히 볼프강 코른골트. (~1957년)
- 1903년 - 미국의 희극인 밥 호프. (~2003년)
- 1904년 - 캐나다의 정치철학자 유진 포시. (~1991년)
- 1910년 - 대한민국의 시인 겸 수필가 피천득. (~2007년)
- 1912년 - 대한민국의 민주당 한현우. (~2007년)
- 1914년 - 네팔의 셰르파 텐징 노르가이. (~1986년)
- 1917년 - 미국의 제35대 대통령 존 F. 케네디. (~1963년)
- 1922년 - 그리스 출신 프랑스 작곡가 이안니스 크세나키스. (~2001년)
- 1923년 - 대한민국의 사회운동가 김영욱. (~2005년)
- 1926년 - 세네갈의 대통령 압둘라이 와드.
- 1928년 - 미국의 은행가 펠릭스 로하틴. (~2019년)
- 1929년
  - 미국의 철학자 해리 프랑크푸르트. (~2023년)
  - 영국의 물리학자 피터 힉스. (~2024년)
- 1933년 - 중화인민공화국의 작가 톄류. (~2024년)
- 1937년
  - 대한민국의 기업인 서상록. (~2014년)
  - 대한민국의 언론인 강현두. (~2025년)
  - 일본의 가수, 배우 미소라 히바리. (~1989년)
- 1941년 - 대한민국의 정치인 강금식.
- 1945년 - 영국의 음악가, 피아니스트 게리 브루커. (~2022년)
- 1953년 - 미국의 작곡가 대니 엘프먼.
- 1955년
  - 대한민국의 연출가 주철환.
  - 일본의 야구 선수 하나마스 고지.
  - 미국의 전 대통령 로널드 레이건을 암살하려다 실패한 존 힝클리 주니어.
  - 미국의 음악가 마이크 포카로. (~2015년)
- 1956년 - 대한민국의 인테리어 디자이너 이창하.
- 1957년 - 프랑스의 수학자 장크리스토프 요코즈. (~2016년)
- 1958년 - 미국의 배우 아네트 베닝.
- 1959년 - 대한민국의 기업인 강영권.
- 1960년 - 대한민국의 작가 김영일.
- 1963년 - 미국의 배우 트레이시 E. 브레그만.
- 1964년
  - 대한민국의 정치인 김민석.
  - 대한민국의 아나운서 황선숙.
  - 대한민국의 경기도의회 의원 김미리.
- 1965년 - 일본의 전 야구 선수, 현 야구 코치 고다 이사오.
- 1967년 - 영국의 가수 노엘 갤러거 (오아시스).
- 1968년 - 대한민국의 전 축구 선수, 지도자 박태하.
- 1970년 - 이탈리아의 축구 감독, 축구 선수 로베르토 디 마테오.
- 1971년 - 대한민국의 축구 선수 김선태.
- 1973년
  - 일본의 성우 카네다 토모코.
  - 튀르키예의 전 축구 선수 알파이 외잘란.
- 1975년 - 잉글랜드의 가수, 배우, 작가 멜러니 브라운.
- 1976년
  - 대한민국의 성우 임주현.
  - 일본의 배우 이세야 유스케.
- 1977년 - 이탈리아의 축구 선수 마시모 암브로시니.
- 1978년 - 대한민국의 배우 여호민.
- 1979년
  - 대한민국의 배우 최종훈.
  - 대한민국의 보디빌더 겸 기업인 숀 리.
  - 독일의 축구 선수 아르네 프리드리히.
- 1980년
  - 일본의 성우 다카하시 미카코.
  - 대한민국계 미국인 야구 선수 백차승.
  - 대한민국의 배우 유병희.
- 1981년
  - 대한민국의 배우 강정화.
  - 러시아의 전 축구 선수 안드레이 아르샤빈.
  - 이탈리아의 전 축구 선수 미켈레 페리.
- 1982년
  - 대한민국의 야구 선수 김태균.
  - 이탈리아의 배우 라파엘라 레아.
- 1983년 - 대한민국의 가수 키비.
- 1984년 - 미국의 농구 선수 카멜로 앤서니 (뉴욕 닉스).
- 1985년 - 대한민국의 연극배우, 뮤지컬 배우 장하람.
- 1986년
  - 대한민국의 기상 캐스터 오수진.
  - 대한민국의 가수, 전 더 트랙스의 드러머 노민우.
  - 대한민국의 야구 선수 양훈.
  - 대한민국의 만화가 SIU.
  - 대한민국의 래퍼 재이콥스.
  - 대한민국의 배우 함진성.
- 1987년
  - 대한민국의 배우 김시은.
  - 대한민국의 배우 임세미.
  - 대한민국의 사격 선수 김상도.
  - 대한민국의 권투 선수 배기석. (~2010년)
  - 대한민국의 기상 캐스터 이수진.
- 1988년 - 요르단의 군인 무아트 알카사스베.
- 1989년
  - 대한민국의 배우, 모델, 방송인 심소헌.
  - 미국의 배우 라일리 키오.
- 1990년
  - 대한민국의 자전거 경기 선수 장경구.
  - 대한민국의 축구 선수 조지훈.
  - 네덜란드의 축구 선수 셰리다 스피처.
- 1991년
  - 일본의 성우 하야미 사오리.
  - 중화민국의 배우 왕다루.
  - 쿠바의 육상 선수 야이메 페레스.
  - 스웨덴의 축구 선수 로빈 시모비치.
  - 일본의 축구 선수 마쓰모토 다이키.
- 1992년 - 대한민국의 가수, 배우 한그루.
- 1993년
  - 대한민국의 골프 선수 황아름.
  - 브라질의 축구 선수 파울루 빅토르 지 메네지스 멜루.
- 1994년
  - 대한민국의 성우 박준원.
  - 대한민국의 미스코리아 출신 배우 김정진.
  - 대한민국의 양궁 선수 전훈영.
- 1995년 - 코트디부아르의 축구 선수 니콜라 페페.
- 1996년
  - 대한민국의 전직 리그 오브 레전드 프로게이머 스위프트.
  - 중국의 쇼트트랙 선수 임효준.
  - 중화인민공화국의 쇼트트랙 선수 린샤오쥔.
- 1997년 - 대한민국의 배구 선수 이윤정.
- 1998년 - 대한민국의 배우 전유림.
- 1999년
  - 대한민국의 가수 겸 배우 박지훈.
  - 대한민국의 리그 오브 레전드 프로게이머 커버.
- 2000년 - 대한민국의 가수 장예진.
- 2001년 - 대한민국의 골퍼 김연희.
- 2002년 - 대한민국의 작가 남보미.
- 2006년 - 인도의 세계 체스 챔피언 구케시 디.
- 2007년 - 일본의 아이돌 나카무라 유나.
- 2008년 - 대한민국의 배우 강지우.
- 2014년 - 대한민국의 배우 김시우.

## 사망
- 1453년 - 동로마 제국의 마지막 황제 콘스탄티노스 11세 팔레올로고스. (1405년~)
- 1500년 - 포르투갈의 탐험가 바르톨로메우 디아스. (1450년~)
- 1812년 - 조선의 후기 농민 반란군 지도자 홍경래. (1780년~)
- 1814년 - 나폴레옹 1세의 황후 조제핀 드 보아르네. (1763년~)
- 1829년 - 영국의 화학자 험프리 데이비. (1778년~)
- 1833년 - 독일의 법학자 파울 폰 포이어바흐. (1775년~)
- 1910년 - 러시아의 작곡가 밀리 발라키레프. (1837년~)
- 1952년 - 미국의 야구인 독 라반. (1890년~)
- 1956년 - 독일의 지휘자 헤르만 아벤트로트. (1883년~)
- 1960년 - 대한민국의 독립운동가 신성모. (1891년~)
- 1972년 - 러시아의 과학자 스티븐 티모셴코. (1878년~)
- 1973년 - 말레이시아의 가수, 작곡가, 영화배우, 영화감독 P. 람리. (1929년~)
- 1979년
  - 대한민국의 산악인 고상돈. (1948년~)
  - 미국의 배우 메리 픽퍼드. (1892년~)
- 1982년 - 독일, 프랑스의 배우 로미 슈나이더. (1938년~)
- 1994년 - 독일민주공화국의 서기장 에리히 호네커. (1912년~)
- 1997년 - 미국의 가수 제프 버클리. (1966년~)
- 1998년 - 미국의 정치인 배리 골드워터. (1909년~)
- 2005년 - 대한민국의 사진 작가 김영갑. (1957년~)
- 2010년 - 미국의 영화감독, 배우 데니스 호퍼. (1936년~)
- 2012년
  - 대한민국의 영화 감독 박종호. (1927년~)
  - 미국의 가수, 기타리스트 독 왓슨. (1923년~)
  - 일본의 영화 감독 신도 가네토. (1912년~)
- 2017년 - 파나마의 군인 마누엘 노리에가. (1934년~)
- 2019년 - 터키의 레슬링 선수 바이람 시트. (1930년~)
- 2021년
  - 미국의 영화배우 개빈 매클라우드. (1931년~)
  - 미국의 가수 B. J. 토머스. (1942년~)
  - 미국의 영화배우 조 라라. (1962년~)
- 2022년
  - 대한민국의 사회운동가 정동년. (1943년~)
  - 대한민국의 정치인 김윤덕. (1937년~)
  - 라트비아의 영화배우 아우스마 지에도네칸타네. (1941년~)
- 2023년
  - 대한민국의 교육학자 문용린. (1947년~)
  - 오스트리아의 영화배우 페터 지모니셰크. (1946년~)
- 2024년
  - 미국의 농구 선수 래리 캐넌. (1947년~)
  - 독일의 권투 선수 만프레드 볼케. (1943년~)
  - 대한민국의 언론인 한경석. (1948년~)

## 기념일
- 복자 윤지충 바오로외 123위 순교자 기념일: 가톨릭(대한민국)
- 유엔 평화유지군의 날
- 민주주의의 날: 나이지리아
- 오크 애플 데이; 영국
- 바하올라(Bahaullah)의 승천: 바하이 신앙
- 연방편입일: 로드아일랜드주, 위스콘신주

## 같이 보기
- 전날: 5월 28일 다음날: 5월 30일 - 전달: 4월 29일 다음달: 6월 29일
- 음력: 5월 29일
- 모두 보기